# Jiang Guoliang
Jiang Guoliang (en chino: 蒋国良; 1965) es una deportista china que compitió en bádminton. Ganó una medalla de bronce en el Campeonato Mundial de Bádminton de 1983, en la prueba de dobles mixto.

## Palmarés internacional
| Campeonato Mundial | Campeonato Mundial     | Campeonato Mundial | Campeonato Mundial |
| Año                | Lugar                  | Medalla            | Prueba             |
| ------------------ | ---------------------- | ------------------ | ------------------ |
| 1983               | Copenhague (Dinamarca) | Medalla de bronce  | Dobles mixto       |